# 苏梅市镇
苏梅市级市镇（烏克蘭語：Сумська міська громада），是乌克兰东北部蘇梅州蘇梅區的市级市镇，行政中心为苏梅市。市镇面积为347.9平方公里，2020年人口数量为277,500人。该市镇成立于2019年4月29日。

## 居民点
该市镇包括21个居民点：1个市（苏梅市）和20个村庄，20个村庄组合为4个长老区。